# Lisippe (madre di Teutrante)
Lisippe (in greco antico: Λυσίππη?) o Leucippe è un personaggio della mitologia greca e madre di Teutrante il re di Teutrania, una città della Misia.

## Mitologia
Suo figlio (Teutrante), durante una battuta di caccia sul monte che portava il suo nome, inseguì ed uccise un enorme cinghiale senza accorgersi che questo cinghiale era sacro ad Artemide e la dea, infuriata, lo fece ammalare di lebbra e lo costrinse a vagare in solitudine. 

Lisippe allora si recò dal veggente Polido ed una volta compreso che cosa fosse successo al figlio lo soccorse e lo fece medicare utilizzando le pietre "antipate" che si trovavano sulla montagna; una volta placate le ire di Artemide, le fece erigere una statua ed ordinò la creazione di un gigantesco toro d'oro. Così facendo, la salute del figlio fu ripristinata.